# سليمان فائق
سليمان فائق بن طالب كهية القفقاسي الأصل من شركس العراق، كان متصرفا للواء البصرة للفترة 1865-1866. ولد عام 1230هـ/ 1814م، شغل مناصب مختلفة في الدولة العثمانية وكان عالِماً بفنون الأدب والنثر والتأريخ والتراجم وطبقات الرجال، وتضلع باللغة التركية وأحاط بدقائقها، وتبحر في آدابها حتى أصبح من مشاهير عصره في الأدب التركي، كما أنه ألم ألماماً واسعاً بتأريخ العراق، وله مجلس في محلة الحيدرخانة في بغداد يحضره الأعيان والأدباء من رجالات العرب والأتراك، وله مؤلفات مخطوطة قليلة منها كتاب تأريخ مماليك بغداد، وكتاب رسائل المنتفق، ومرآة الزوراء، وحروب الإيرانيين في العراق وتاريخ المماليك الكولة مند في بغداد،

## أعماله

### محاسًبا عند منصور السعدون
في سنة 1863م/1280هـ أراد الوزير نامق باشا أن يفصل بعض الأماكن عن المنتفق لتقليل سلطتها وحصر دائرة نفوذها في نطاق ضيق، فرد عليه منصور باشا السعدون -وكان حينها من أعضاء المجلس الأعلى لإدارة ولاية بغداد بعد عزله من مشيخة المنتفق- بإنه إذا ماتم إلغاء مشيخة المنتفق وتعيينه متصرفًا عليها فإنه سيجعلها كلها تابعة للدولة مثلها مثل سائر البلاد العثمانية، فجرى تعيينه قائمقام على المنتفق دون مسمى «الشيخ» وتحديد مرتب شهري قدره 30 ألف كيس، كما جرى منحه رتبة «مدير الإسطبل العامر» وهي رتبة عسكرية. وجرد نامق باشا المنتفق من أراضٍ جديدة، وحددت الحكومة الضرائب بما هو مطبق على غيرها. كما صدرت الأوامر بإنشاء مجلس في سوق الشيوخ يتألف من كبار الملاك والأعيان والتجار يتولى الفصل في القضايا الجنائية والمدنية، مع وجوب مصادقة باشا بغداد على تعيينهم قضاة. ولاكمال تلك الإدارة بعث الوالي سليمان فائق -المتحمس لإلغاء المشيخة- ليكون معاونًا ومحاسبا لمنصور الذي رحب بخطوة إلغاء المشيخة على القبيلة إلغاءًا نهائيًا، ويعد ذلك من أهم مظاهر النظام الجديد للدولة.
ولما كانت في نية الشيخ منصور باشا عدم تنفيذ طلبات الوالي في الإطاحة بحكم المنتفق الذاتي، لذا فما أن وصل إلى دياره حتى ألغى القرار الذي حد من سلطته الإدارية، وعمد إلى عرقلة جهود سليمان بك وحرض القبيلة على تلك الإجراءات. فرفضت قبيلته إجراءات الوالي، وتزعم ذلك الاتجاه الشيخ ناصر الأشقر شقيق منصور الذي قاد التمرد والعصيان، فبقي سليمان بك فائق في أرض المنتفق مدة ثلاثة أشهر، تحمل كل إهانة وتهديد في المنتفق وفي سوق الشيوخ حيث حوصر مرارًا هناك ورمته العشائر بالحجارة وضربته بالبنادق وأرادت قتله وهاجت طوائف العشائر وماجت، وهو لا ينفك يظهر صداقته وخدمته لصالح الملة والوطن وصرف اموالا طائلة من كيسه. وكادت الأحوال أن تدفع المتمردين إلى قتل سليمان فائق لولا تدخل الشيخ منصور الذي وجد الأمر يمس شرفه وناموسه، ففر سليمان فائق بعد أن أقام شهرين في سوق الشيوخ.

### متصرف البصرة
عندما عاد سليمان إلى بغداد لم يعوض نامق باشا خسائره ولم يعطه شيئا من الخزينة لشدة بخله، ولكن لحسن خدماته للحكومة فقد أرسله إلى البصرة كونه محاسب المالية. فذهب إلى البصرة وأنجز مهمة المرتبات الحجازية واهتم بالأراضي التي ألحقت بالبصرة، فكافأته الحكومة بتعيينه قائمقام البصرة، واستمر فيها في الفترة (1281هـ/1864م - 1286هـ/1869م). أما منصور السعدون فبعد طرده من المشيخة أضحى يتجول في الفيافي ويعيش بين العشائر المتوحشة، فضاق به الحال، حتى سلم نفسه إلى سليمان فائق قائمقام البصرة الذي كتب إلى الوالي نامق باشا مبينا محاسن الحفاظ على منصور وإبقائه تحت سيطرة الحكومة، واسترحم عفوه عن جرائمه. وذلك كي يخلصه من ورطته تلك جزاءا لما فعل معه منصور عندما خلصه من قبل. فجاء الأمر من بغداد بمجيئه مع منصور، فذهبا معًا إلى بغداد حيث قبل الوالي نامق باشا دخالته وعفا عنه.

## وفاته
وتوفي في يوم الخميس 28 جمادى الآخرة 1314هـ/ 3 ديسمبر 1896م، ودفن في محلة الحيدرخانة في باحة مسجد صغير خلف متصرفية لواء بغداد سابقاً.

## أولاده
- نعمان بك سليمان كان من انصار الخير والإحسان والرجال المعروفين بالتقوى والصلاح، توفي في 11 صفر سنة 1334ه‍.[13]
- مراد بك سليمان.
- محمود شوكت باشا رئيس وزراء (الصدر الأعظم) الدولة العثمانية (25/1/1913 -11/6/1913).
- خالد بك سليمان الذي كان وزيراً لوزارة المعارف ووزارة الزراعة.
- حكمت سليمان الذي كان رجلاً من رجال الدولة في العراق والذي أبلى بلاءً حسناً من أجل القضايا الوطنية والسياسية، فترأس الحكومة العراقية في وقت شدتها.